# DDR-Badmintonmeisterschaft 1990
Die DDR-Badmintonmeisterschaft 1990 fand vom 26. bis zum 27. Mai 1990 in Greifswald statt. Es war die 30. und letzte Austragung der Titelkämpfe.

## Medaillengewinner
| Disziplin    | Gold                                                                        | Silber                                                     | Bronze                                                               |
| ------------ | --------------------------------------------------------------------------- | ---------------------------------------------------------- | -------------------------------------------------------------------- |
| Herreneinzel | Thomas Mundt (Einheit Greifswald)                                           | Kai Abraham (EBT Berlin)                                   | Thomas Bölke (HSG DHfK Leipzig)                                      |
| Herreneinzel | Thomas Mundt (Einheit Greifswald)                                           | Kai Abraham (EBT Berlin)                                   | Holger Wippich (HSG DHfK Leipzig)                                    |
| Dameneinzel  | Petra Michalowsky (Einheit Greifswald)                                      | Kerstin Bohn (Einheit Greifswald)                          | Monika Cassens (HSG Lok HfV Dresden)                                 |
| Dameneinzel  | Petra Michalowsky (Einheit Greifswald)                                      | Kerstin Bohn (Einheit Greifswald)                          | Heike Franke (HSG DHfK Leipzig)                                      |
| Herrendoppel | Thomas Mundt André Wiechmann (Einheit Greifswald)                           | Erfried Michalowsky Edgar Michalowski (Einheit Greifswald) | Dirk Hickl Kai Abraham (EBT Berlin)                                  |
| Herrendoppel | Thomas Mundt André Wiechmann (Einheit Greifswald)                           | Erfried Michalowsky Edgar Michalowski (Einheit Greifswald) | Joachim Völker Andreas Benz (HSG Lok HfV Dresden)                    |
| Damendoppel  | Monika Cassens Petra Michalowsky (HSG Lok HfV Dresden / Einheit Greifswald) | Angela Michalowski Kerstin Bohn (Einheit Greifswald)       | Petra Schubert Michaela Junker (Einheit Greifswald / BSG KWO Berlin) |
| Damendoppel  | Monika Cassens Petra Michalowsky (HSG Lok HfV Dresden / Einheit Greifswald) | Angela Michalowski Kerstin Bohn (Einheit Greifswald)       | Heike Franke Turid Goetz (HSG DHfK Leipzig)                          |
| Mixed        | Thomas Mundt Petra Michalowsky (Einheit Greifswald)                         | Kai Abraham Jacqueline Bolduan (EBT Berlin)                | Erfried Michalowsky Petra Schubert (Einheit Greifswald)              |
| Mixed        | Thomas Mundt Petra Michalowsky (Einheit Greifswald)                         | Kai Abraham Jacqueline Bolduan (EBT Berlin)                | Andreas Benz Monika Cassens (HSG Lok HfV Dresden)                    |